# 瑞安·格蘭特
瑞安·格蘭特（英語：Ryan Grant；1985年10月8日—）是一位蘇格蘭橄欖球運動員。他是蘇格蘭國家橄欖球隊的一員，代表蘇格蘭參加了2015年世界盃橄欖球賽。在2002年至2005年期間，他曾在英國軍隊服役。